# アーノス・グローヴ駅
座標: 北緯51度36分58.76秒 西経00度08分00.73秒 / 北緯51.6163222度 西経0.1335361度

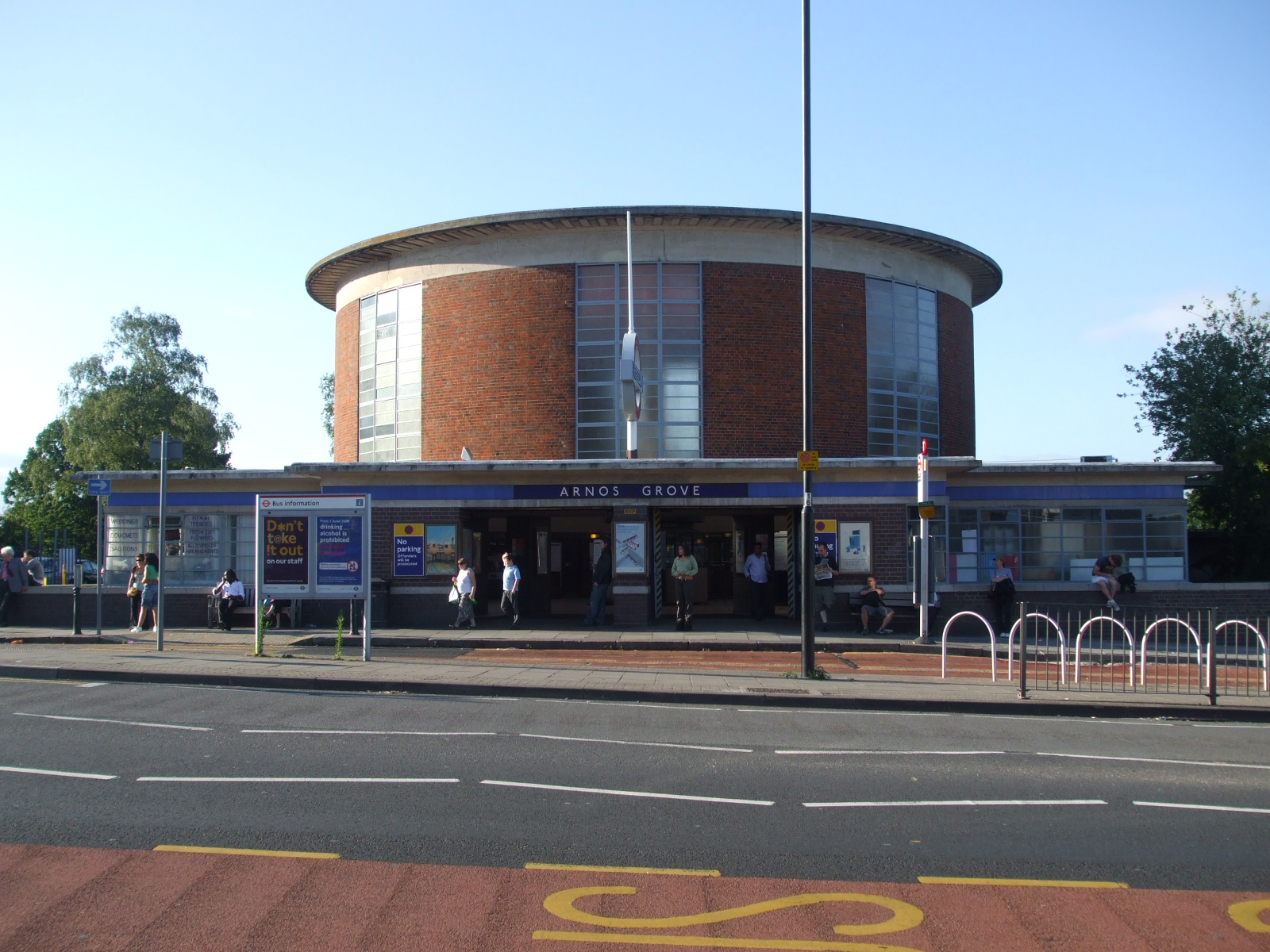
アーノス・グローヴ駅

アーノス・グローヴ駅（アーノス・グローヴえき、英語: Arnos Grove station）は、ロンドン地下鉄のピカデリー線の駅である。1932年9月19日に開設。ロンドン北のインフィールド・ロンドン特別区のアーノス・グローヴに位置している。トラベルカード・ゾーンは4に属している。

## 近隣
- バウンズ・グリーン
- マスウェル・ヒル
- ニュー・サウスゲイト
- パーマーズ・グリーン
- サウスゲート

## 隣の駅
ロンドン交通局
ロンドン地下鉄
■ピカデリー線
バウンズ・グリーン駅 - アーノス・グローブ駅 - サウスゲート駅